# Calvin Pollard

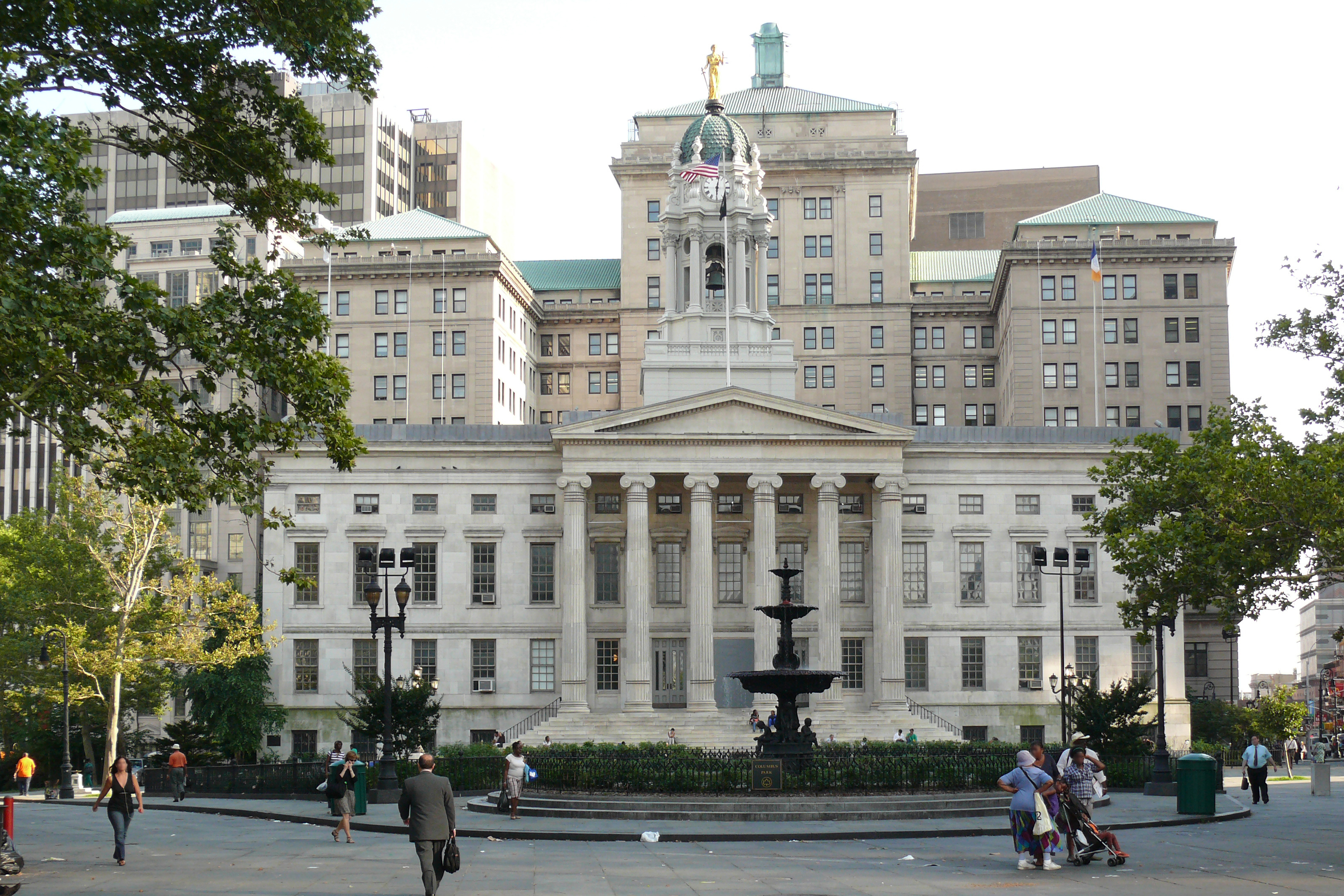
Die fertiggestellte Brooklyn Borough Hall

Calvin Pollard (* 14. Juni 1797 in New Braintree; Massachusetts; † 31. August 1850) war ein US-amerikanischer Architekt, der vor allem für seinen frühen Entwurf der Brooklyn Borough Hall bekannt ist. Darüber hinaus entwarf er zahlreiche andere Gebäude in New York.
Heute lagern viele Dokumente von Pollard in der New York Public Library.

## Leben
Pollard wurde als Sohn von John Pollard und Kezia Heyward geboren. Im Jahr 1803 zog seine Familie nach Cazenovia, 1818 nach New York City. Seine Tochter war die Dichterin Josephine Pollard (1834–1892).

## Karriere
1834 entwarf Pollard unter anderem die St. Paul's Episcopal Church and Rectory in Ossining, die 1978 in das National Register of Historic Places aufgenommen wurde. Im selben Jahr gewann er einen Wettbewerb für die Gestaltung des Rathauses von Brooklyn. Nach dem Bau des Fundaments des Gebäudes wurde der Bau aufgrund von finanziellen Schwierigkeiten gestoppt, 1845 übernahm Gamaliel King die Arbeiten.
1836 baute Pollard die Brandreth Pill Factory in Ossining, die seit 1980 zum National Register of Historic Places gehört.
Das Gerichtsgebäude in Petersburg (Virginia) wurde von 1838 bis 1840 von Pollard errichtet, es ist zugleich eines seiner letzten Werke. Das Gebäude spielte eine Rolle während der Belagerung von Petersburg, seit 1973 gehört es zum National Register of Historic Places.